# Общественный адвокат Нью-Йорка
Общественный адвокат Нью-Йорка (англ. New York City Public Advocate) — муниципальная должность в исполнительной ветви правительства Нью-Йорка.
Должность общественного адвоката была учреждена в 1993 году в качестве замены должности президента городского совета. Решение о создании должности было принято после внесения в 1989 году в городской устав поправок, урезавших полномочия совета. Так, был ликвидирован совет по оценке, заключавший контракты по строительству и проводивший зонирование. Одним из членов этого совета был президент городского совета. С 1993 года должность занимало пятеро человек: Марк Грин, Бетси Готбаум, Билл де Блазио, Летиция Джеймс и Джумаани Уильямс, каждый из которых состоит в Демократической партии.
Общественный адвокат председательствовал на собраниях городского совета и являлся должностным членом всех его комитетов, но после изменений в 2002 году стал просто неголосующим членом. Общественный адвокат имеет право вносить законопроекты на рассмотрение. Помимо этого он является омбудсменом в правительстве, осуществляющим контроль над городскими агентствами и программами. Общественный адвокат обладает правом наследования должности мэра первым по порядку.